# Honda Brio
Der Honda Brio ist ein Kleinwagen des japanischen Automobilherstellers Honda, der in Indien, Thailand, Südafrika, Indonesien, Vietnam und den Philippinen verkauft wird. Der Begriff „Brio“ entstammt der italienischen Sprache und heißt ins Deutsche übersetzt „Schwung“.

## Erste Generation (2011–2020)

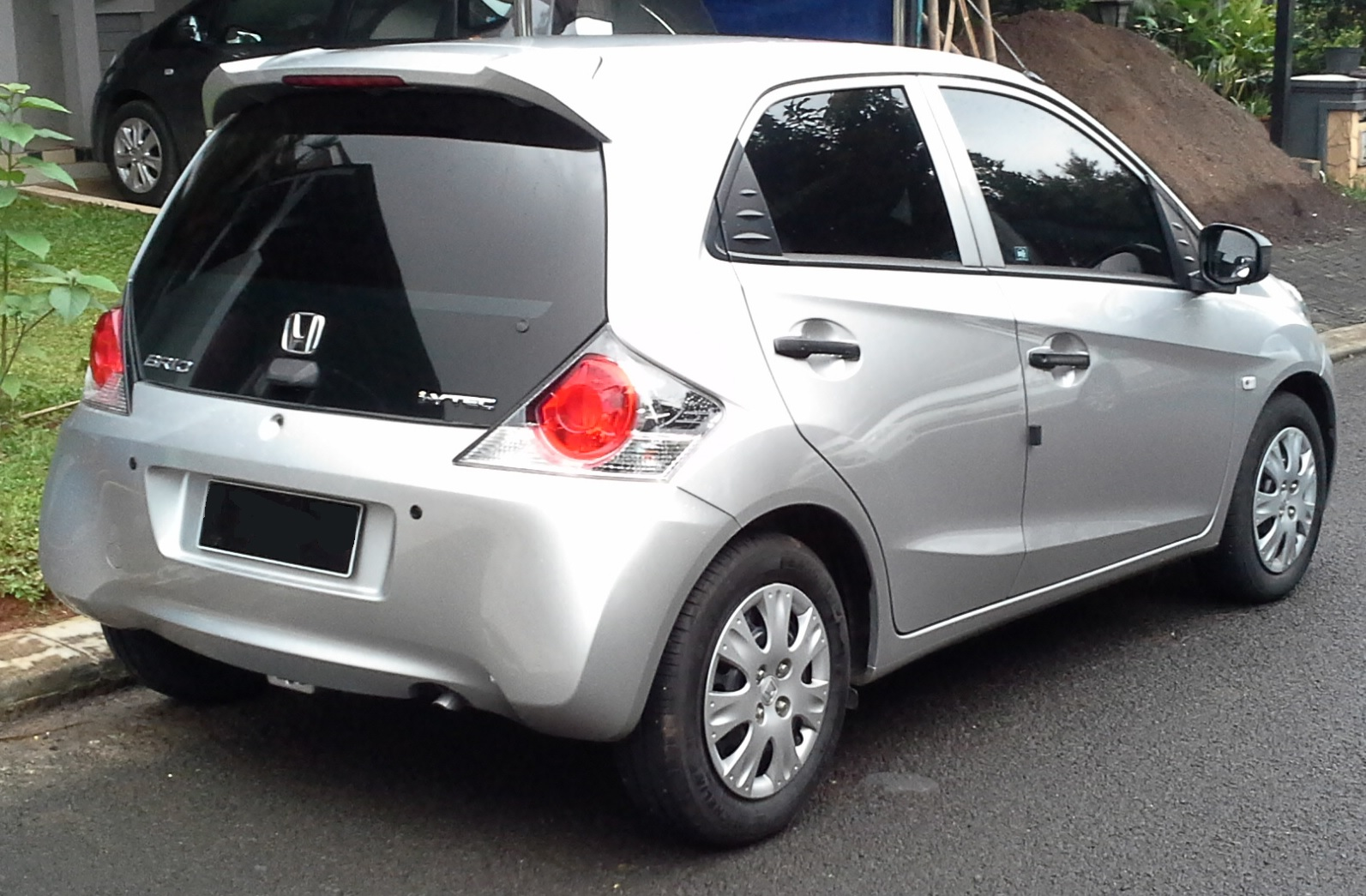
Heckansicht

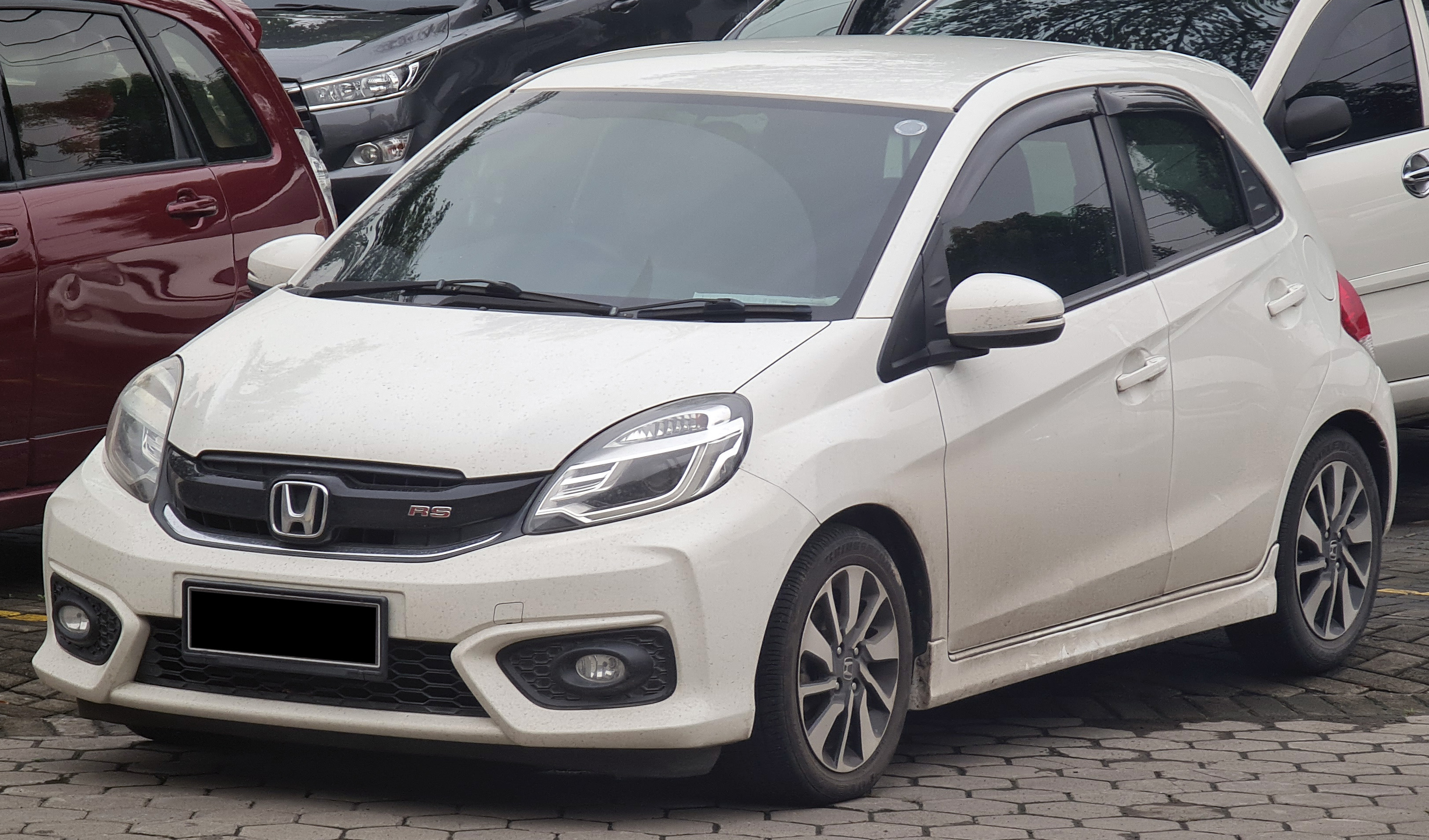
Honda Brio (2016–2020)

Einen ersten Ausblick auf den Brio zeigte Honda auf der Auto Expo 2010 in Neu-Delhi mit dem Konzeptfahrzeug „Honda New Small Concept“. Im März 2011 startete die Produktion des Serienmodells in Thailand, der indische Markt folgte im September 2011. In Indonesien wurde das Fahrzeug ab 2013 gebaut. Der Verkaufsstart des Brio in Südafrika war im Dezember 2012, auf den Philippinen wurde der Wagen ab September 2014 vertrieben.
Der Fünftürer wurde entwickelt, um in Schwellenländern ein Fahrzeug unterhalb des Jazz anzubieten.
Auf der Indonesia International Motor Show im April 2016 präsentierte Honda eine überarbeitete Version des Brio. Das Update umfasst unter anderem einen neuen Grill, neue Heckscheinwerfer, ein neues Armaturenbrett und mit dem „Brio RS“ eine neue Ausstattungsvariante.

### Verkaufszahlen
Ursprünglich sollte der Brio in Indien schon Anfang 2011 verkauft werden. Auf Grund des Tōhoku-Erdbebens 2011 verspätete sich der Marktstart bis in den September 2011.
Einen Rückgang der Verkaufszahlen musste Honda schon Ende 2011 verzeichnen, da wegen der Flutkatastrophe in Thailand die dortige Produktion bis zum 15. Februar 2012 stillstand. Auch in Indien konnte der Brio über einen Monat lang nicht gebaut werden, da wichtige Teile für die Produktion aus Thailand zugeliefert werden.

### Technische Daten
Angetrieben wird der Wagen der ersten Generation von einem 65 kW (88 PS) starken 1,2-Liter-Reihenvierzylinder-Ottomotor. Dieser ist mit einem 5-Gang-Schaltgetriebe oder einem 5-Stufen-Automatikgetriebe kombinierbar.
|                                             | 1.2                          |
| Bauzeitraum                                 | 03/2011–04/2020              |
| Motorkenndaten                              |                              |
| Motortyp                                    | R4-Ottomotor                 |
| Hubraum                                     | 1198 cm³                     |
| Verdichtungsverhältnis                      | 10,2 : 1                     |
| max. Leistung bei min−1                     | 65 kW (88 PS) / 6000         |
| max. Drehmoment bei min−1                   | 109 Nm / 4500                |
| Kraftübertragung                            |                              |
| Antrieb, serienmäßig                        | Vorderradantrieb             |
| Getriebe, serienmäßig                       | 5-Gang-Schaltgetriebe        |
| Getriebe, optional                          | (5-Stufen-Automatikgetriebe) |
| Messwerte                                   |                              |
| Höchstgeschwindigkeit                       | 160 km/h                     |
| Beschleunigung, 0–100 km/h                  | 11,9–12,1 s (14,6 s)         |
| Kraftstoffverbrauch auf 100 km (kombiniert) | 5,6 l Super (6,3 l Super)    |
| CO2-Emission (kombiniert)                   | 133 g/km (150 g/km)          |
| Leergewicht                                 | 920–930 kg (970 kg)          |
| Tankinhalt                                  | 35 l                         |

- Werte in runden Klammern für Modell mit Automatikgetriebe

## Zweite Generation (seit 2018)

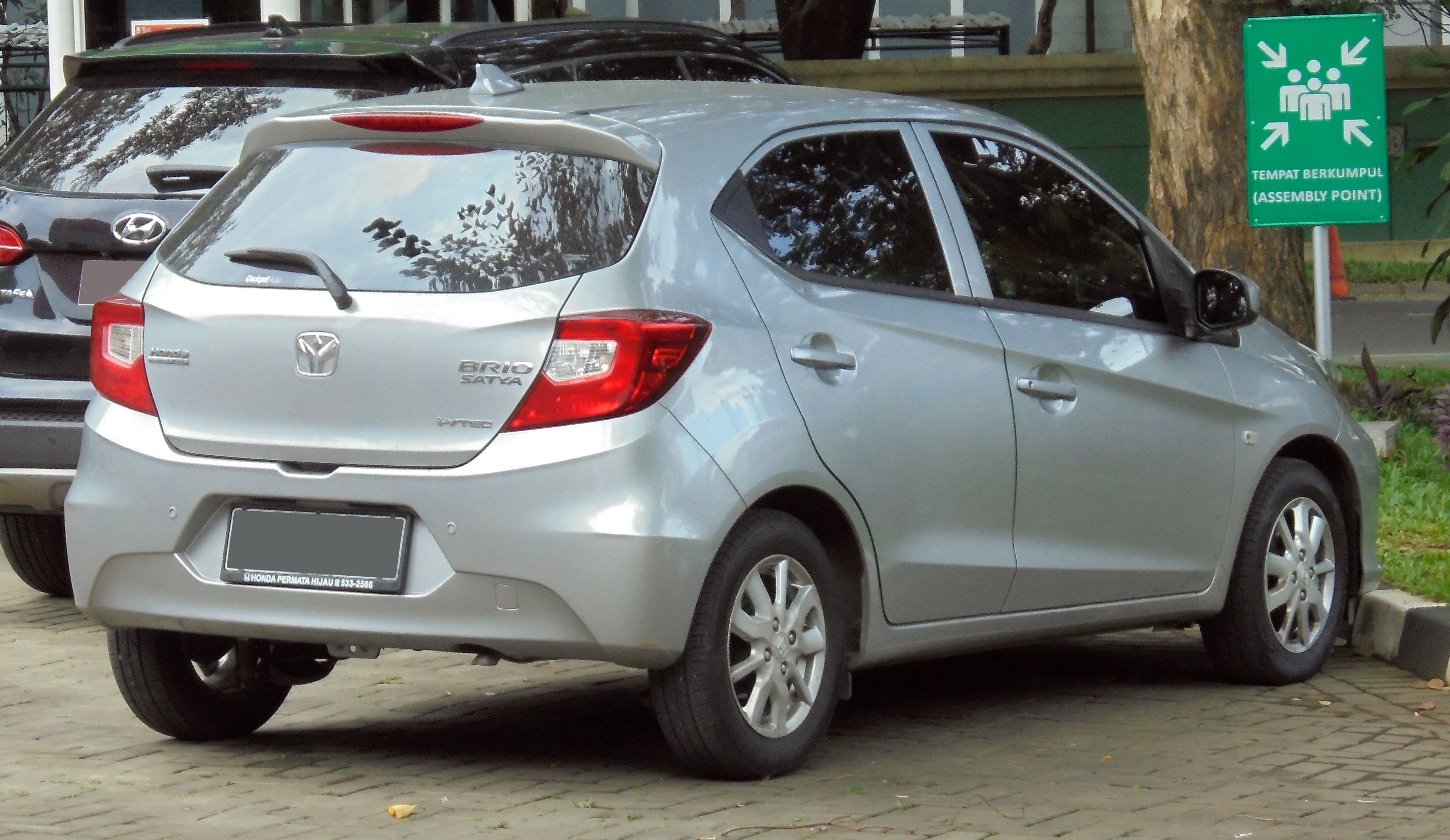
Heckansicht

Die zweite Generation des Brio wurde im August 2018 in Indonesien vorgestellt. Sie wird nur noch in Indonesien, Vietnam und den Philippinen vermarktet. Eine überarbeitete Version der Baureihe debütierte im Mai 2023.

### Technische Daten
Angetrieben wird die zweite Generation von einem 66 kW (90 PS) starken 1,2-Liter-Reihenvierzylinder-Ottomotor. Dieser ist mit einem 5-Gang-Schaltgetriebe oder einem stufenlosem Getriebe kombinierbar.
|                                             | 1.2                          |
| Bauzeitraum                                 | seit 10/2018                 |
| Motorkenndaten                              |                              |
| Motortyp                                    | R4-Ottomotor                 |
| Hubraum                                     | 1199 cm³                     |
| max. Leistung bei min−1                     | 66 kW (90 PS) / 6000         |
| max. Drehmoment bei min−1                   | 110 Nm / 4800                |
| Kraftübertragung                            |                              |
| Antrieb, serienmäßig                        | Vorderradantrieb             |
| Getriebe, serienmäßig                       | 5-Gang-Schaltgetriebe        |
| Getriebe, optional                          | [5-Stufen-Automatikgetriebe] |
| Messwerte                                   |                              |
| Höchstgeschwindigkeit                       | k. A.                        |
| Beschleunigung, 0–100 km/h                  | k. A.                        |
| Kraftstoffverbrauch auf 100 km (kombiniert) | 5,4 l Super (5,9 l Super)    |
| CO2-Emission (kombiniert)                   | k. A.                        |
| Leergewicht                                 | 972 kg (991 kg)              |
| Tankinhalt                                  | 35 l                         |

- Werte in runden Klammern für Modell mit Automatikgetriebe

## Weitere Varianten

### Honda Amaze
Die Stufenheck-Version des Brio wird seit 2013 als Honda Amaze verkauft.

### Honda Mobilio
Die seit 2014 angebotene zweite Generation des Honda Mobilio basiert auf dem Brio.

### Honda BR-V
Ebenfalls auf der Plattform des Brio baut der seit 2015 gebaute Honda BR-V auf.